# Годвин, Парк (писатель)
Гароль Парк («Пит») Годвин (англ. Parke Godwin; 28 января 1929, Нью-Йорк — 19 июня 2013, Оберн (Калифорния)) — американский писатель

, драматург. Лауреат Всемирной премии фэнтези (1982).

## Биография
В молодости участвовал в Корейской войне. Служил радиооператором в секретных подразделениях ВС США. Позже работал техником-исследователем, был профессиональным актёром, рекламным агентом, посудомойщиком и метрдотелем гостиницы. Пробовал себя в литературе.

## Творчество
Писателем стал в сравнительно позднем возрасте, в 43 года, когда издательство Playboy Press выпустило его первую книгу «Darker Places».
Известен, как писатель, создавший произведения во многих жанрах, включая триллеры, социальную и антирелигиозную сатиру, научную фантастику, фэнтези.
Автор исторических серий про короля Артура, Робин Гуда и др.
П. Годвин — автор 14 романов, двух сборников рассказов, двух пьес и трёх книг, написанных в сотрудничестве с другом Марвином Кеем: «The Masters of Solitude», «Wintermind» и «A Cold Blue Light».

## Избранная библиография
- Darker Places, 1973
- A Memory of Lions, 1976
- The Masters of Solitude, 1978 (в соавт.)
- Firelord, 1980
- Wintermind, 1982 (в соавт.)
- A Cold Blue Light, 1983 (в соавт., 1983)
- The Fire When It Comes, 1984 (сборник рассказов, номинант премии Хьюго)
- Beloved Exile, 1984
- The Last Rainbow, 1985
- A Truce with Time, 1988
- Invitation to Camelot, 1988
- Waiting for the Galactic Bus, 1988
- The Snake Oil Wars: or Scheherazade Ginsberg Strikes Again, 1989
- Sherwood, 1991
- Robin and the King, 1993
- Limbo Search, 1995
- The Tower of Beowulf, 1995
- Lord of Sunset, 1998
- Night You Could Hear Forever, 1999
- The Lovers: The Legend of Trystan and Yseult, 1999 (в соавт.)
- Watch By Moonlight, 2001
- Prince of Nowhere, 2011

Его последние две опубликованные книги, «Watch By Moonlight», «The Lovers: Legend of Trystan» и «Yseult» вышли под псевдонимом «Джейн Хокс».
Его рассказ «Influencing the Hell out of Time and Teresa Golowitz» послужил основой эпизода телесериала «Сумеречная зона» (1959).